# 沈阳药科大学
41°46′10″N 123°26′46″E / 41.76944°N 123.44611°E
沈阳药科大学（简称药大或沈药；英文：Shenyang Pharmaceutical University，英文简称SPU或SYPHU），1931年创立于中共革命根据地江西瑞金，与中国医科大学同源，是中国共产党创立的、中国历史最悠久的综合性药科大学。学校几次移址，现分为两个校区，分别位于辽宁省沈阳市沈河区文化路103号和辽宁省本溪市溪湖区经济技术开发区。该校目前是中国大陆三所独立建制的药科大学之一，与南京的中国药科大学并称“北药”、“南药”。

## 历史沿革

### 创建
- 1931年 中国医科大学的前身中国工农红军卫生学校创立于江西瑞金，沈阳药科大学前身原为该校的调剂班，后随红军长征到达陕北。

### 发展
- 1941年 在延安命名为中国医科大学药科。

- 1942年 脱离中国医科大学独立为延安药科学校。1946年龙在云率领一部分教职员从延安经张家口到佳木斯，1946年12月1日成立东北药科学校。校长龙在云，政委温萱（又名温光然），第一批学员43人。1947年2月22日开学典礼。1947年5月12日改名“东北药科专门学校”。
- 1949年4月 迁校沈阳，吸收合并了原国立沈阳医学院（前身是旧日本在沈阳创办的满洲医科大学）药学系，定名为东北药学院，1949年7月再次并入中国医科大学，为中国医科大学药学院。
- 1952年 根据中央政府教育部关于院系调整的决定，中国医科大学药学院再次改名为东北药学院[2]，第二次脱离中国医科大学建制。

- 1955年 全国高校院系调整，将浙江医学院药学系、山东医学院药学系、沈阳制药工业学校(1958年)并入东北药学院。

- 1956年 改称沈阳药学院。

- 1994年 更名为沈阳药科大学。
- 2002年 辽宁省医疗器械学校并入。[3]

## 学校标志

### 校名
原校名“沈阳药学院”系郭沫若所提。
现校名“沈阳药科大学”原为中国国务院前副总理李岚清所提，2017年后改为郭沫若书法集字。

### 校训
团结 勤奋 求实 创新
均系中国大陆各类学校校训的“高频词”。

### 校徽
图案为沈阳药科大学主楼,非常气派

### 校歌
《北国药苑永远是春天》，胡宏伟词，潘兆和曲。

## 学科设置
学校设有药学博士后流动站1个，一级学科博士学位授权点2个，二级学科博士学位授权点19个，一级学科硕士授权点7个，二级学科硕士授权点46个，硕士专业学位授权点3个，本科专业21个(含专业方向)，高职专业13个，成人本专科专业5个。本科教育中有国家理科基础科学研究和教学人才培养基地、国家生命科学与技术人才培养基地。
药剂学科是国家级重点学科，药学和中药学一级学科为省级重点学科。药剂学、天然药物化学、药物化学、药物分析学、药学概论、分析化学、化学制药工艺学、生物技术制药等8门课程为国家级精品课程，药学实验教学中心为国家级实验教学示范中心，药剂学教学团队、药理学教学团队和药物分析学教学团队为国家级教学团队，药学专业、制药工程专业、药物制剂专业、中药学和生物工程专业为国家级一类特色专业。

## 师资概况
学校荟萃了众多的专家学者。有教授88名，副教授203名，其中中国工程院院士1名，国家新世纪百千万人才工程百人层次人才3名，长江学者特聘教授1人，国家级教学名师1人，省级教学名师13人，省级以上各种人才培养工程遴选命名80人次。

## 院系设置

### 概述
学校目前设有药学院、制药工程学院、中药学院、生命科学与生物制药学院、工商管理学院、医疗器械学院、功能食品与葡萄酒学院、无涯创新学院、社科与文体学院、继续教育学院和亦弘商学院11个学院，共设置21个本科专业，5个成人本专科专业。
| - 药学院 - 药物制剂 - 药学（药学专业包括：学制4年的药学班、学制5年的药学（英语强化）班、学制5年的药学（日语强化）班） - 药物分析 - 制药工程学院 - 制药工程 - 环境科学 - 应用化学 - 药物化学 - 中药学院 - 中药学 - 中药学（日语强化班） - 中药资源与开发 - 药学（食品药学方向） - 中药制药 - 葡萄与葡萄酒工程 - 无涯创新学院 - 药学(理科基地班) | - 生命科学与生物制药学院 - 生命科学与技术基地班（六年制本硕连读） - 生物工程 - 临床药学 - 生物制药 - 工商管理学院 - 工商管理 - 市场营销 - 国际经济与贸易 - 药事管理 - 医疗器械学院 - 生物医学工程 - 医疗产品管理 |

## 刊物
- 沈阳药科大学学报
- 中国药剂学杂志
- 中国药物化学杂志
- 亚洲传统医药杂志
- 亚洲药物制剂科学杂志
- 亚洲社会药学杂志